# Староалександровское сельское поселение
Староалександровское сельское поселение — муниципальное образование в Ярковском районе Тюменской области.
Административный центр — село 
Староалександровка.

## Состав поселения
В состав сельского поселения входят:
- село Староалександровка
- деревня Куртюганы
- деревня Карбаны
- деревня Малая Чечкино
- деревня Тарханы
- село Чечкино
- деревня Юртобор